# Deportes ecuestres en los Juegos Paralímpicos de París 2024
Los Deportes ecuestres en los Juegos Paralímpicos de París 2024 se llevaron a cabo en el Château de Versailles en París, Francia del 3 a 7 de septiembre y contó con la participación de 76 jinetes de 29 países.

## Participantes
- Australia (4)
- Austria (4)
- Bélgica (4)
- Brasil (2)
- Canadá (3)
- República Checa (2)
- Dinamarca (4)
- Finlandia (3)
- Francia (4)
- Alemania (4)
- Reino Unido (4)
- Grecia (1)
- Hong Kong (1)
- Hungría (1)
- Irlanda (4)
- Italia (4)
- Japón (2)
- Arabia Saudita (1)
- Letonia (1)
- México (1)
- Países Bajos (4)
- Noruega (4)
- Nueva Zelanda (1)
- Polonia (1)
- Sudáfrica (1)
- Singapur (3)
- Eslovaquia (1)
- Suecia (4)
- Suiza (1)
- Estados Unidos (4)

## Resultados
| Evento                | Oro | Plata | Bronce |
| --------------------- | --- | --- | --- |
| Grado 1               | | | |
| Campeonato individual | Rihards Snikus en King of the Dance                                                                      | Roxanne Trunnell en Fan Tastico H                                                                        | Sara Morganti en Mariebelle                                                                                                  |
| Libre individual      | Rihards Snikus en King of the Dance                                                                      | Sara Morganti en Mariebelle                                                                              | Mari Durward-Akhurst en Athene Lindebjerg                                                                                    |
| Grado 2               | | | |
| Campeonato individual | Fiona Howard en Diamond Dunes                                                                            | Katrine Kristensen en Goerklintgaards Quater                                                             | Georgina Wilson en Sakura |
| Libre individual      | Fiona Howard en Diamond Dunes                                                                            | Georgina Wilson en Sakura                                                                                | Heidemarie Dresing en Dooloop                                                                                                |
| Grado 3               | | | |
| Campeonato Individual | Rebecca Hart en Floratina                                                                                | Rixt van der Horst en Royal Fonq                                                                         | Natasha Baker en Dawn Chorus                                                                                                 |
| Libre individual      | Rebecca Hart en Floratina                                                                                | Rixt van der Horst en Royal Fonq                                                                         | Natasha Baker en Dawn Chorus                                                                                                 |
| Grado 4               | | | |
| Campeonato individual | Demi Haerkens en Daula                                                                                   | Sanne Voets en Demantur                                                                                  | Anna-Lena Niehues en Quimbaya 6                                                                                              |
| Libre individual      | Demi Haerkens en Daula                                                                                   | Anna-Lena Niehues en Quimbaya 6                                                                          | Kate Shoemaker en Vianne |
| Grado 5               | | | |
| Campeonato individual | Michèle George en Best of 8                                                                              | Regine Mispelkamp en Highlander Delight's                                                                | Sophie Wells en LJT Egebjerggards Samoa                                                                                      |
| Libre individual      | Michèle George en Best of 8                                                                              | Regine Mispelkamp en Highlander Delight's                                                                | Sophie Wells en LJT Egebjerggards Samoa                                                                                      |
| Libre                 | | | |
| Equipos               | Estados Unidos Rebecca Hart on Floratina Fiona Howard on Diamond Dunes Roxanne Trunnell on Fan Tastico H | Países Bajos · Demi Haerkens · on Daula · Rixt van der Horst · on Royal Fonq · Sanne Voets · on Demantur | Alemania · Heidemarie Dresing · on Dooloop · Regine Mispelkamp · on Highlander Delight's · Anna-Lena Niehues · on Quimbaya 6 |

## Medallero
| Núm. | País                 | Oro | Plata | Bronce | Total |
| ---- | -------------------- | --- | ----- | ------ | ----- |
| 1    | Estados Unidos (USA) | 5   | 1     | 1      | 7     |
| 2    | Países Bajos (NED)   | 2   | 4     | 0      | 6     |
| 3    | Bélgica (BEL)        | 2   | 0     | 0      | 2     |
| 3    | Letonia (LAT)        | 2   | 0     | 0      | 2     |
| 5    | Alemania (GER)       | 0   | 3     | 3      | 6     |
| 6    | Reino Unido (GBR)    | 0   | 1     | 6      | 7     |
| 7    | Italia (ITA)         | 0   | 1     | 1      | 2     |
| 8    | Dinamarca (DEN)      | 0   | 1     | 0      | 1     |